# Ray MacSharry
Raymond MacSharry, detto Ray (Sligo, 29 aprile 1938), è un politico e dirigente d'azienda irlandese, esponente del Fianna Fáil.
È stato parlamentare ed europarlamentare, ha svolto più volte incarichi di governo ed è stato commissario europeo per l'agricoltura.

## Biografia

### Formazione e carriera professionale
MacSharry studiò presso il Summerhill College di Sligo, ma lasciò la scuola all'età di 14 anni.
MacSharry svolse vari lavori in gioventù, soprattutto nel settore dei trasporti, e fondò una sua azienda di trasporti. Successivamente si dedicò all'agricoltura.

### Carriera politica
Eletto per la prima volta al Dáil Éireann nel 1969 in rappresentanza del collegio di Sligo-Leitrim, ha fatto parte ininterrottamente del parlamento fino al gennaio 1989, sempre eletto nello stesso collegio e nelle file del Fianna Fáil.

#### Ministro
Dal luglio 1978 al dicembre 1979 fu ministro di stato per la funzione pubblica, poi dal dicembre 1979 al giugno 1981 fu ministro dell'agricoltura. Nel marzo 1982 MacSharry fu nominato Tánaiste (vice primo ministro) e ministro delle finanze. Nel dicembre 1982 fu costretto a dimettersi poiché emerse che aveva registrato le conversazioni con un collega di governo.
Nel giugno 1984 MacSharry fu eletto al Parlamento europeo, da cui si dimise nel marzo 1987 per tornare a far parte del governo irlandese. Dal marzo 1987 al novembre 1988 fu nuovamente ministro delle finanze. A causa delle politiche di austerità e tagli da lui promosse, fu soprannominato "Mac the Knife" (Mac il coltello). Gli stipendi pubblici furono congelati e vennero bloccate le assunzioni nella pubblica amministrazione, furono ridotti i sussidi per l'abitazione, venne introdotto un ticket sanitario e furono ristrette le norme sugli acquisti duty-free. Nel marzo 1987 ricoprì anche per una decina di giorni gli incarichi di ministro della funzione pubblica e di ministro del turismo e dei trasporti.

#### Commissario europeo
Il 24 novembre 1988 MacSharry fu indicato come commissario europeo dell'Irlanda e si dimise dagli incarichi parlamentari e di governo. MacSharry entrò in carica come commissario europeo per l'agricoltura e lo sviluppo rurale il 6 gennaio 1989 nell'ambito della Commissione Delors II.
Come commissario MacSharry promosse una riforma significativa della politica agricola comune, presentata nel 1992 e completata nel 1994. La riforma era mirata a ridurre gradualmente la produzione agricola europea, in modo da eliminare la sovrapproduzione e ottenere risparmi per la Comunità europea. I prezzi garantiti ai prodotti agricoli vennero ridotti per la prima volta e gli agricoltori interessati furono indennizzati con pagamenti diretti e pensionamento anticipato. Furono previste anche misure di carattere ambientale e per il miglioramento della produttività delle aziende agricole.
MacSharry partecipò inoltre nell'ambito del GATT ai negoziati con gli Stati Uniti che resero più libero il commercio di prodotti agricoli.

### Attività successive
Durante il mandato da commissario Ray MacSharry fu indicato come probabile futuro leader del Fianna Fáil, ma alla fine del mandato decise di ritirarsi dalla vita politica e di dedicarsi ad imprenditoria e finanza.
Dopo la fine del mandato da commissario europeo MacSharry ha fatto parte del consiglio della Bank of Ireland, di Ryanair e del gruppo Jefferson Smurfit. Dal 2008 fa parte del consiglio di Irish Life & Permanent. Ha presieduto il consiglio di London City Airport, Green Property, Envi ed Eircom. Dal 2008 presiede il consiglio dell'Institute of Technology di Sligo

## Pubblicazioni
- The Making of the Celtic Tiger: The Inside Story of Ireland's Boom Economy, con Padraic White (The Mercier Press, 2001).

## Vita personale
MacSharry è stato sposato ed è vedovo dal 2008. Ha tre figli e tre figlie, ed il figlio Marc fa parte del Seanad Éireann dal 2002.